# 모나리자 (1986년 영화)
《모나리자》(영어: Mona Lisa)는 영국에서 제작된 닐 조던 감독의 1986년 네오누아르 범죄 드라마 영화이다. 밥 호스킨스 등이 출연하였고, 패트릭 캐서베티 등이 제작에 참여하였다.

## 출연진
- 밥 호스킨스
- 캐시 타이슨
- 마이클 케인
- 로비 콜트레인
- 클라크 피터스

## 기타 제작진
- 공동 제작: 레이 쿠퍼, 조지 해리슨, 닉 파월
- 미술: 제이미 레너드
- 의상: 루이즈 프로글리